# Пробки в миндалинах
Про́бки в минда́линах (казеозные пробки, тонзиллолиты, от лат. tonsillae + др.-греч. λίθος — «камень») — кальцифицированные скопления пищи, клеточного детрита и микроорганизмов в глубоких инвагинациях на поверхности миндалин. 
Точный механизм образования тонзиллолитов до конца не ясен, но может быть связан с рецидивирующим тонзиллитом. 
Были зафиксированы пробки в миндалинах массой от 300 миллиграммов до 42 граммов. В основном состоят из кальция, но могут включать и другие вещества, в частности, фосфор, магний, аммиак, карбонаты.

## Симптомы
Тонзиллолиты появляются в виде минерализованных белых или жёлтых скоплений в глубоких криптах миндалин. Тонзиллиты могут протекать бессимптомно при небольших размерах.
Симптомы включают рецидивирующую боль в горле, галитоз (неприятный запах изо рта), ощущение инородного тела в горле, одинофагию и охриплость. С наличием тонзиллолитов также связывают першение, рефлекторный кашель. Лишь с 3% случаев тонзиллолитов связывают галитоз. Среди нормальной микрофлоры крипт отдельно выделяются анаэробы, вырабатывающие летучие соединения серы, именно из-за них пробка приобретает характерный неприятный запах.
- Крупная пробка, заметная на поверхности миндалины.
- Маленькая извлечённая пробка (на пальце).
- Крупный план.

## Диагностика
Тонзиллолиты обычно диагностируются при осмотре. Если диагноз неясен, то может помочь компьютерная томография ротоглотки. Она покажет рентгеноконтрастное, кальцифицированное, цилиндрическое или круглое образование в миндалине. Для диагностики тонзиллолитов также могут быть использованы панорамные рентгенограммы..

## Образование
Точный механизм образования тонзиллолитов до конца не ясен, но может быть связан с рецидивирующим тонзиллитом.
Небные миндалины представляют собой скопления лимфоидной ткани в глотке, их важной анатомической особенностью являются лакуны. Лакуны — это ветвящиеся углубления в миндалинах, благодаря которым увеличивается площадь соприкосновения лимфоидной ткани с инфекционными агентами и, как следствие, быстрее осуществляется иммунный ответ.

## Лечение
Часто не требуется, если пробки не вызывают неприятных симптомов.

### Консервативное лечение
Промывание лакун небных миндалин рекомендуется врачами при хроническом тонзиллите, в том числе для профилактики обострений заболевания. Может проводиться шприцем со специальной насадкой — канюлей или вакуумным методом. Лечебный эффект промывания небных миндалин при профилактике обострений хронического тонзиллита не доказан. Четких рекомендаций, определяющих количество процедур, тоже нет.
Полоскание горла может улучшить состояние при хроническом тонзиллите, но для удаления пробок не всегда эффективно. При полоскании лекарственный раствор взаимодействует только с внешней тканью миндалин, а пробки миндалин находятся глубоко в лакунах.
При лечении не рекомендуется самостоятельно пытаться удалять пробки из миндалин. Неправильные действия могут привести к тому, что пробки забьются ещё глубже. Из-за этого миндалины травмируются, что может привести к усугублению их состояния. Несмотря на то, что при помощи разных способов можно добиться удаления некоторых пробок, такое лечение не может предотвратить появления новых.

### Хирургическое лечение
В редких случаях тонзиллолиты требуют хирургического вмешательства, если они становятся слишком большими, чтобы пройти самостоятельно.

## Осложнения
Осложнения от тонзиллитов редки. Крупные миндалины могут вызвать смещение близлежащих структур и некроз сдавленных тканей.